# Saeb Jendeya
Saeb Jendeya, ar. صائب جندية (ur. 13 maja 1975 w Gazie) – palestyński piłkarz, grający na pozycji obrońcy, trener piłkarski.

## Kariera piłkarska

### Kariera klubowa
Od 1992 do 2012 występował w Al-Ittihad Club Al-Shajiya, z wyjątkiem sezonu 2002/2003, kiedy bronił Al-Hussein SC Irbid.

### Kariera reprezentacyjna
Od 1998 do 2009 bronił barw narodowej reprezentacji Palestyny.

## Kariera trenerska
Po zakończeniu kariery zawodnika rozpoczął prace szkoleniową. 11 września 2014 stał na czele reprezentacji Palestyny.